# Stora Roo

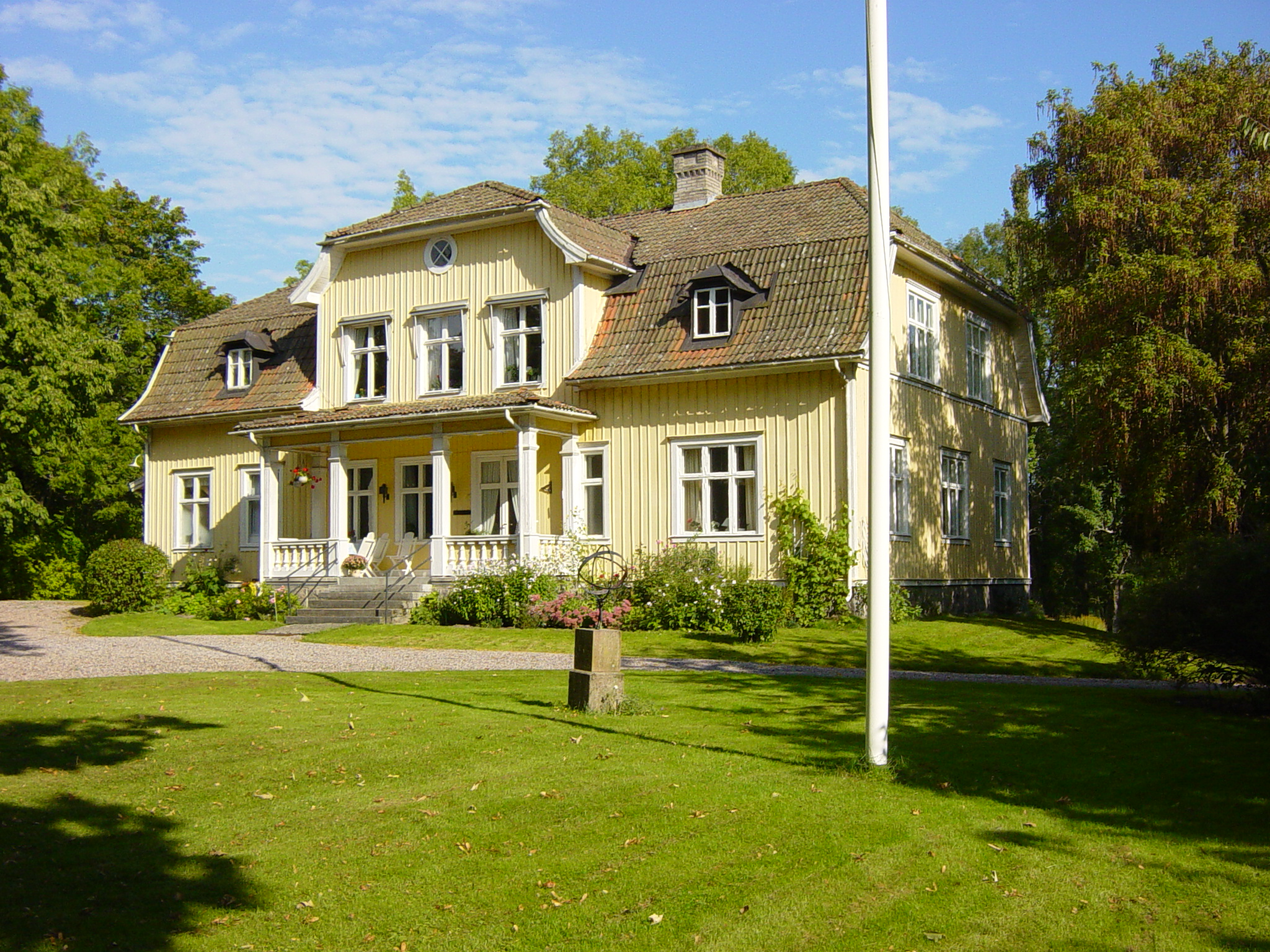
Stora Roo huvudbyggnad

Stora Roo är en herrgård i Lidköpings kommun i Västergötland.
Sätesgården, även känd med stavningen Stora Ro, har varit känd sedan 1500-talet men är en dokumenterad boplats från äldre järnåldern.

## Ägarlängd (ofullständig)
- Knut Axelsson Posse ( –1595) - riddare, riksråd och ståthållare över Västergötland samt häradshövding över Dal, gift med Ebba Göransdotter av Forstenasläkten.
- Axel Posse (1560–1612) – son till Knut, konung Johan III:s hovjunkare, gift med Märta Oxenstierna, rymde 1603 som Sigismunds medhållare, då Roo blev förbrutet till kronan.
- Erik Pedersson Ribbing (1577–1623) – kammarjunkare, var med Sigismund i Stångebro slag, blev landsflyktig men benådades och förlänades Roo år 1605, gift med Anna Persdotter av Forstenasläkten.
- Christer Axelsson Posse (1601–1643) - son till Axel, jurist och landshövding i Västmanland, gift med Christina Sparre af Rossvik, hade egen predikant "Herr Bengt Magni", enligt Domböckerna.
- Christina Sparre af Rossvik (1605–1656) - hade Roo som änka enligt Domboken 1651.
- Nils Posse (1628–1669) – son till Christer, överste för Nerikes och Vermlands Regemente avled ogift.
- Per Hermansson Fleming ( –1674) - konglig kammarherre, guvernör på Ösel fick Roo med sin fru Märta Posse, som var syster till Nils Posse, och hon levde som ägarinna och änka på gården till 1685.
- Herman Adam Fleming (1665–1728) – son till Per, kornett vid livregementet, gift med Britta Kagg, dotter till Johan Kagg av Ågården och Kårtorp, död barnlös.
- Per Philip Hierta (1698–1784) - ärvde Roo med sin fru Helena Kagg kusin till Britta Kagg gift Fleming.
- Johan Adam Hierta (1749–1816) - son till Per, landshövding av Skaraborgs län, gift med Ebba Maria Ekeblad, död barnlös i Lidköping.
- Jakob Edvard Goës (1754–1819) – kapten och gift med Henrietta Vilhelmina König.
- Jacob Wilhelm Dalman (1738–1813) – bergmästare och far till entomologen Johan Wilhelm Dalman, gift med Maria Ulrika Mullberg. Jacob lät anlägga den trädgård och park som man fortfarande kan se spår av på gården.
- Lars Reinhold Dalman (1789–1858) – gift med Eva Maria Kafle
- Bernt Johan Silfverskiöld (1787–1852) - häradshövding, gift med Aurora Vilhelmina Ramsay.
- Sven Wilhelm Bagge (1804–1875) köpte gården på öppen auktion 1844, gift med Lovisa Olsson från Åsens gård, Ljungskile.
- Viktor Leopold Bagge (1833–1906) son till Sven, brukade gården under trettiotvå år.
- Axel Fredrik Klefbeck  – född 1871 köpte gården 1894.
- August Larsson  - landstingsman, köpte Roo 1902 och överlät senare gården på sina barn Albert och Natalia, gift med Emil Karlsson. Gården drevs som kompanjonskap mellan Emil Karlsson och Albert Larsson, fram till Emil Karlssons död 1946. De lät uppföra nuvarande mangårdsbyggnad 1914 på ruinen av den gamla som brann ner på 1880-talet.
- Emils son Carl-August Olshammar (1905–1990) arrenderade gården från 1933 och köpte 1962 ut Albert varefter han tillsammans med sin maka Karin ägde gården fram till 1974.
- Göran Olshammar, son till Carl-August och Karin, med hustru Gun ägde gården från 1974 till 2010.
- Ulf och Cecilia Tagesson, köpare 2010 och är dagens ägare.